# Albertina Berkenbrock
Albertina Berkenbrock, född 11 april 1919 i Vargem do Cedro, Imaruí, död 15 juni 1931 i Vargem do Cedro, var en brasiliansk romersk-katolsk lekman och martyr. Hon saligförklarades den 20 oktober 2007. Hennes festdag firas den 15 juni.